# Brian Henton
Brian Henton est un ancien pilote automobile anglais né le 19 septembre 1946 à Spondon (en), près du circuit de course de Donington. Il a notamment participé à 19 Grands Prix de Formule 1 entre 1975 et 1982, sans parvenir à inscrire de point. Henton figure pourtant sur les tablettes de la discipline puisqu’il a réalisé le meilleur tour en course lors de l’édition 1982 du Grand Prix de Grande-Bretagne disputé à Brands-Hatch.

## Biographie
Brian Henton débute en sport automobile en 1970 en disputant des épreuves locales au volant de son Austin Healey. Il passe à la monoplace en 1973, d'abord en Formule Super Vee puis en Formule 3. Son coup de volant le mène souvent à la victoire et attire l'œil exercé de Colin Chapman qui lui offre son premier volant en Formule 1.
Henton débute en championnat du monde au Grand Prix de Grande-Bretagne 1975 au volant de la même Lotus 72E que Ronnie Peterson. Il se qualifie en vingt-et-unième place sur la grille mais, malgré une course solide, abandonne peu avant l'arrivée. Chapman le titularise à nouveau pour l'épreuve suivante, en Autriche, au volant de la nouvelle 72F mais Henton est victime d'un accident lors des essais libres et ne peut participer aux essais qualificatifs. Il est engagé une dernière fois au sein du Team Lotus à Watkins Glen où, bien qu'il ait décroché la dix-neuvième place de la grille, il n'est pas classé : il reçoit en effet le drapeau à damiers en douzième place, à plus de dix tours du vainqueur.
En 1976, Lotus fait appel à des pilotes plus expérimentés ou plus prometteurs (Ronnie Peterson, Mario Andretti, Gunnar Nilsson) et Henton se retrouve sans volant. Ne souhaitant pas « redoubler » en Formule 2, il prend son mal en patience. En 1977, il crée sa propre écurie privée British American Formula One Racing Team (financée par le cigarettier BAT à l'origine du team BAR bien des années plus tard) qui dispose d'une March 761 de la saison précédente. La monoplace se révèle rapidement dépassée puisqu'en quatre tentatives, Henton ne parvient jamais à se qualifier (vingt-neuvième temps en Espagne, en Grande-Bretagne et vingt-septième en Autriche) ; il en va de même pour son coéquipier Bernard de Dryver. Dépité, Henton tente le tout pour le tout en acceptant de piloter pour l'écurie Boro au Grand Prix des Pays-Bas. Cette Boro 001 est en fait une ex-Ensign N175, vieille de deux ans et Boro, propriété de l'entreprise hollandaise HB Bewake, n'a pour unique but que de montrer ses couleurs lors de son épreuve nationale. Henton réussit l'exploit de se qualifier en vingt-troisième place sur la grille, laissant ainsi onze concurrents derrière lui. Il comble les patrons de HB Bewake en tournant comme une horloge jusqu'au cinquante-deuxième tour où il est victime d'un tête-à-queue. Il reçoit une aide extérieure pour reprendre la piste, ce qui le condamne à la disqualification. Enthousiasmé par la performance du pilote anglais, Boro décide de s'engager pour la course suivante, en Italie, mais le miracle ne se reproduit pas et Boro quitte le championnat, laissant Henton sur le carreau.
En 1978, Henton, sans volant en Formule 1 est contraint de redescendre d'une catégorie et rate complètement sa saison au volant de monoplaces peu compétitives. En 1979, il retrouve le chemin du podium et remporte les épreuves disputées au Mugello et à Misano. Il termine vice-champion d'Europe derrière le Suisse Marc Surer. En 1980, l'écurie Toleman met à sa disposition une monoplace performante qui lui permet de remporter le titre de champion d'Europe de Formule 2. Toleman, qui songe dès lors à monter en Formule 1, souhaite conserver son solide duo de pilotes pour l'aider à franchir le pas. Derek Warwick va ainsi débuter en F1 et Henton essayer de montrer sa vraie valeur.
En 1979 Toleman garde sa confiance à son motoriste Hart qui motorisait ses Formule 2. Mais le quatre cylindres en ligne est loin d’être performant. En douze tentatives, Henton est une fois non pré-qualifié et neuf fois non-qualifié (le bilan de Warwick est similaire). Il ne réussit à prendre le départ qu'en Italie (qualifié en vingt-troisième position) et termine la course au dixième rang. À la fin de la saison, il est licencié par Toleman qui, utilisant des gommes Pirelli, lui préfère l'Italien Teo Fabi.
Début 1982, Henton se retrouve à nouveau sans contrat. La chance lui sourit lorsque son ancien rival en Formule 2 Marc Surer, pilote Arrows se blesse aux deux chevilles en essais privés avant même le début de la saison. Henton est engagé pour disputer les trois premières épreuves au volant de l'A4 mais échoue à se qualifier en Afrique du Sud puis au Brésil. Il prend finalement le départ à Long Beach (vingtième sur la grille) mais abandonne sur sortie de piste au trente-deuxième tour.
Henton rend son baquet à Surer mais rebondit immédiatement chez Tyrrell Racing où le pilote-payant suédois Slim Borgudd est évincé à quelques jours du Grand Prix de Saint-Marin. Brian Henton poursuit donc en championnat du monde au volant de la Tyrrell 011, une monoplace qui peut enfin lui permettre de se mettre en valeur mais il est rapidement mis sous l'éteignoir par son coéquipier Michele Alboreto. Il se qualifie en fond de grille et termine à la porte des points, sans faire mieux que septième en Allemagne. À la fin de la saison, Tyrrell a inscrit 25 points mais Henton n'y a en rien contribué. Il est donc remplacé par Danny Sullivan pour la saison suivante. Avant de quitter définitivement le monde de la Formule 1, Henton réussit à écrire la seule ligne de son palmarès en réalisant le meilleur tour en course lors de son Grand Prix national.
À la recherche d’une équipe pour 1983, Henton participe à la Race of Champions de Brands-Hatch au volant d'une Theodore. Malgré sa quatrième place finale, il ne convainc aucun directeur d’écurie et abandonne la compétition automobile.

## Résultats en championnat du monde de Formule 1
| Saison | Écurie                                                  | Châssis | Moteur                  | Pneus            | GP disputés | Points inscrits | Classement |
| ------ | ------------------------------------------------------- | ------- | ----------------------- | ---------------- | ----------- | --------------- | ---------- |
| 1975   | John Player Team Lotus                                  | 72E 72F | Cosworth V8             | Goodyear         | 2           | 0               | n.c.       |
| 1977   | British Formula 1 Racing Team HB Bewaking Alarm Systems | 761 001 | Cosworth V8 Cosworth V8 | Goodyear         | 2           | 0               | n.c.       |
| 1981   | Candy Toleman Motorsport                                | TG181   | Hart 4 en ligne turbo   | Pirelli          | 1           | 0               | n.c.       |
| 1982   | Arrows Racing Team Team Tyrrell                         | A4 011  | Cosworth V8 Cosworth V8 | Pirelli Goodyear | 14          | 0               | n.c.       |